# Digonocryptus crassipes
Digonocryptus crassipes là một loài tò vò trong họ Ichneumonidae.